# New Whiteland, Indiana
New Whiteland är en stad (town) i Johnson County, i delstaten Indiana, USA. Enligt United States Census Bureau har staden en folkmängd på 5 552 invånare (2011) och en landarea på 3,8 km².